# Krashkarma
Krashkarma (auch Krash Karma) ist eine 2005 gegründete Hard-Rock-/Heavy-Metal-Band aus Los Angeles.

## Geschichte
Die Gruppe wurde 2005 unter dem Namen Suicide Holiday in Los Angeles gegründet. Bis zur Umbenennung der Band, die sich seit 2008 Krashkarma nennt, veröffentlichte die Gruppe 3 EPs und 2 Studioalben. Auch organisierte die Band sich bei der Konzertsuche selbst. So schaffte es die Formation 12 nationale Tourneen, eine Europa-Tour und einige Konzerte auf afrikanischen Boden zu bewerkstelligen.
Der rasche Erfolg der Gruppe war nicht zu übersehen, so dass die Band im Dezember 2007 mit dem Rock City News Award für die Beste Eigenständige Tourband ausgezeichnet wurde. Gründer der Band ist Ralf Dietel, welcher zuvor 30 Tage lang für Nine Inch Nails Gitarrist war. Dietel wirkte 2010 auch auf einigen Konzerten der deutschen Punkband WIZO mit und ist dort, seit 2014, fester Bestandteil der Band. Dietel ist gebürtiger Deutscher. Er spielte auf Konzerten auch mit Bands wie Foo Fighters und Rammstein. Weitere Musiker des Gründungs-Line-Ups sind Nicole Skistimas (Schlagzeug), Zak Bowman (Gitarre) und Nic Nifoussi (Bass).
2009 veröffentlichte die Band unter neuem Namen ihre erste EP, die Seven Deadly Sounds heißt. Darauf folgte die Seven Deadly Tour durch die USA und Teilen Afrikas. Während der Tour wurden bereits neue Songs geschrieben, so dass die Arbeit an dem neuen Album nach dem Tour-Ende beginnen konnte. Im Sommer 2010 flog die Band für die Arbeiten nach Deutschland. Im Oktober desselben Jahres wurde Straight To Blood über Sony Music veröffentlicht. In den USA soll das Album im Juni 2011 erscheinen. Für den Release in den Staaten ist das Label EMI zuständig. Im März 2011 tourte die Band durch die USA, um das zu veröffentlichende Album zu promoten. Ende März 2011 gab die Band bekannt, den Gitarristen Elias Tannous aufgenommen zu haben, welcher am 15. Februar 2011 bei Save Our Souls entlassen wurde.
Mittlerweile touren Dietel und Skistimas als „White Stripes of Metal“ als Duo durch Nordamerika und Europa. Die Besonderheit hierbei ist Ralf Dietels konfigurierte Gitarre, die neben einer Gitarrenbuchse auch eine Buchse sowie einen Tonabnehmer für E-Bass enthält. Er spielt also Gitarre und Bass gleichzeitig mit einem Instrument. Auf Konzerten wird die Gitarre als Mrs. Frankenstein vorgestellt.

## Diskografie

### EPs
- 2007: Songs from the Dark Side (als Suicide Holiday)
- 2007: Void (als Suicide Holiday)
- 2009: Seven Deadly Sounds

### Alben
- 2008: Suicide Holiday (Eigenproduktion; als Suicide Holiday)
- 2010: Straight to Blood (Europa-Release über Sony Music; 2011 US-Veröffentlichung über EMI)
- 2015: Paint the Devil
- 2018: Morph
- 2021: Storm
- 2023: Falling to Pieces